# Heinrich Friedrich von Baudissin
Heinrich Friedrich rigsgreve von Baudissin (1. december 1753 i Dresden – 17. maj 1818 i Kiel) var en holstensk adelsmand og dansk diplomat, bror til Carl Ludwig von Baudissin.
Baudissin var søn af kursachsisk general og kommandant i Dresden, rigsgreve Heinrich Christopher von Baudissin (12. juli 1709 – 4. juni 1786) og Susanne Magdalene Elisabeth f. rigsgrevinde af Zinzendorf (14. december 1723 – 14. oktober 1785).
Han var herre til godserne Rixdorf, Tram, Tresdorf (senere solgt), Knoop, Pronstorf, Uhlenhorst og Neu Nordsee. Han ægtede 1776 komtesse Caroline Adelheid Cornelia von Schimmelmann (død 1826). Han akkrediteredes i november 1784 som dansk gesandt ved hoffet i Berlin, hvilken stilling han beklædte indtil 1787, da han kaldtes tilbage. Baudissins navn som diplomat blev i den tid, han repræsenterede den dansk-norske stat ved Frederik II's og Frederik Vilhelm II's hof, ikke knyttet til nogen akt af historisk betydning. Han blev 1775 dansk kammerherre, 1790 hvid ridder og 1809 gehejmekonferensråd.
Baudissin døde 17. maj 1818 i Kiel.